# Devapur, Bijapur
Devapur là một làng thuộc tehsil Bijapur, huyện Bijapur, bang Karnataka, Ấn Độ.